# Otto Wenger

Otto Wenger 1956 in Indien

Otto Wenger, auch Otto M(oritz) Wenger (* 14. Oktober 1910 in Nidau; † 20. September 1999 in Esselbach, Bayern) war ein Schweizer Arzt, IKRK-Delegierter, Unternehmensleiter und Politiker (FDP).

## Beruf

Otto Wenger (dritter von links), 1956 tätig für Oerlikon-Bührle mit Schweizer Geschäftsleuten in Bombay (heute Mumbai)

Otto Wenger wuchs in einer kinderreichen Tierarzt-Familie auf und heiratete die Tochter eines Arztes. Er studierte ab 1929 Humanmedizin und arbeitete nach seinen Assistenzjahren von 1937 bis 1941 als Oberarzt an der psychiatrischen Klinik Breitenau in Schaffhausen. Zusätzlich studierte er sieben Semester Jurisprudenz und Staatswissenschaften. Dieses Studium musste er jedoch wegen des Zweiten Weltkriegs abbrechen.
Otto Wenger war von 1942 bis 1943 als Delegierter des Internationalen Komitees vom Roten Kreuz (IKRK) in Deutschland, anschliessend wurde ihm ab 1943 in Indien die Betreuung Kriegsgefangener anvertraut. So erlebte er die Trennung von Pakistan und Indien als IKRK-Delegierter für Flüchtlinge. Ab 1948 übernahm er die Leitung der indischen Tochtergesellschaften der Ciba. Ab 1954 arbeitete Otto Wenger in Indien für die Schweizer Firma Oerlikon-Bührle, als Verwaltungsrat und Mitglied der Geschäftsleitung. Nach seiner Rückkehr in die Schweiz wurde er im Jahr 1958 Direktor der Oerlikon-Bührle.

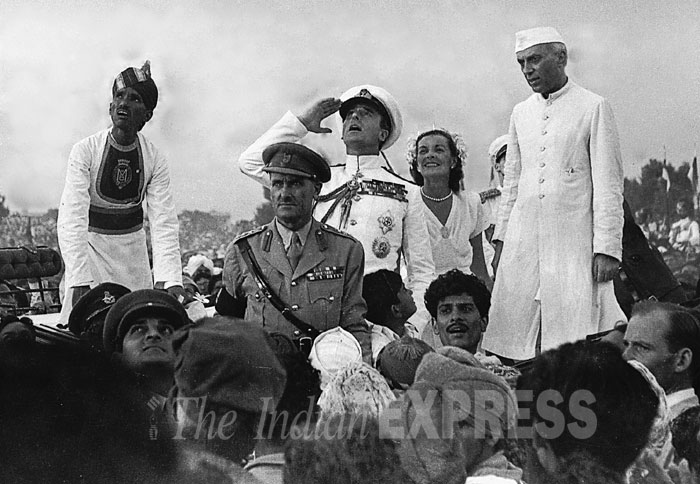
Mountbatten und Nehru 1947

Otto Wenger lernte zahlreiche berühmte Personen persönlich kennen, namentlich Lord Mountbatten, Mahatma Gandi, Pandit Nehru oder Könige von Nepal. Deren Land vertrat er 1963 als erster Honorarkonsul in der Schweiz. Er war zuständig für die Visa für Schweizer, welche nach Nepal reisten.
Als Präsident des Vereins für tibetische Heimstätten in der Schweiz stellte er 1962 den erfolgreichen Antrag zur Aufnahme von 1'000 tibetischen Flüchtlingen. Der Bundesrat bewilligte das Projekt im März 1963 unter der Bedingung, dass das Schweizerische Rote Kreuz (SRK) als anerkannte Hilfsorganisation die Flüchtlinge betreue.

## Politiker

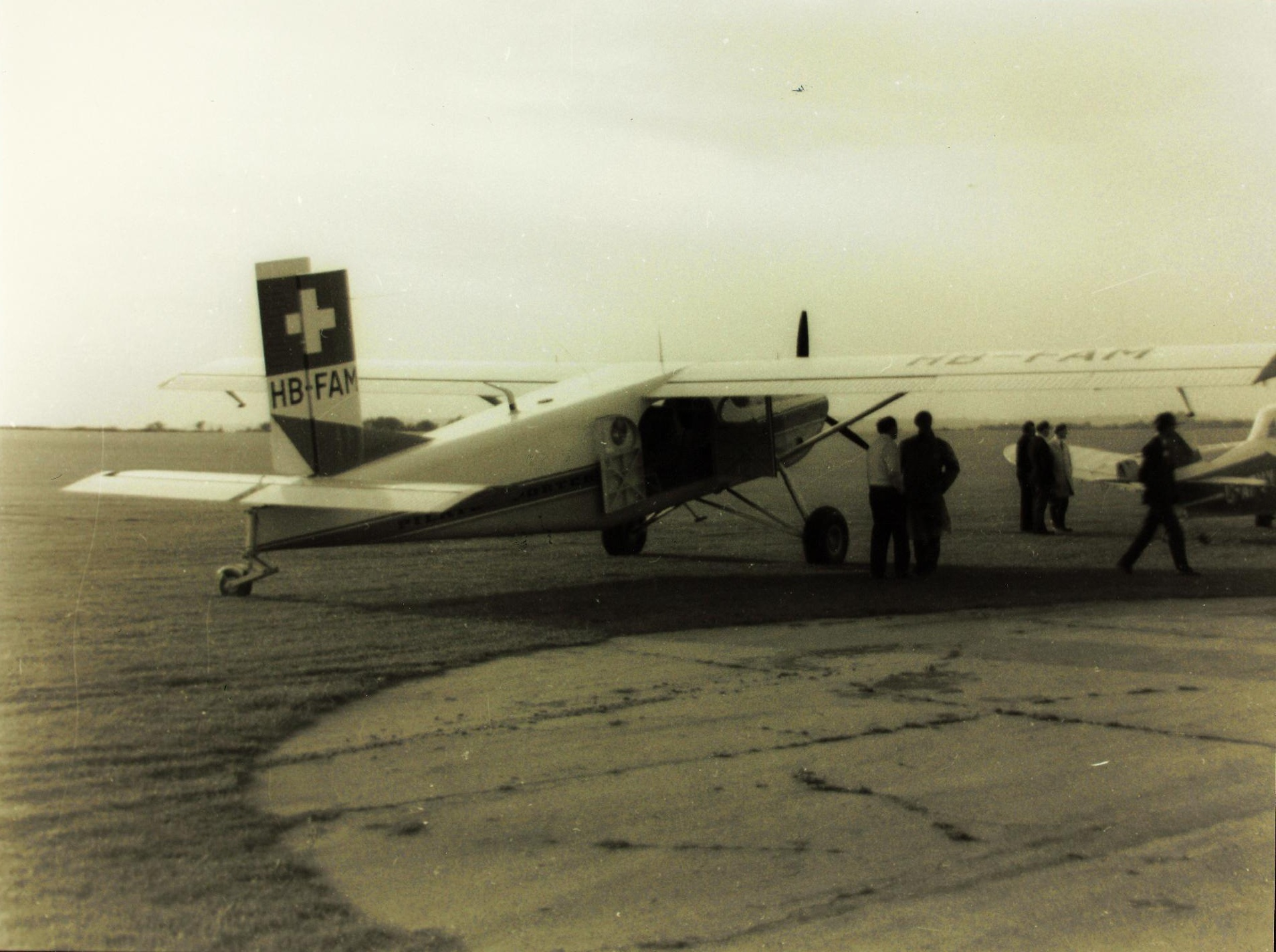
Flugzeug des Typs Pilatus PC-6/350 Porter (Foto 1962)

Politisch engagierte sich Otto Wenger 1963 bis 1972 als Stadtpräsident seiner Heimatstadt Nidau und 1963 bis 1971 als Nationalrat der FDP. Auch wenn er auf Bundesebene nicht bekannt war, wurde er zur allgemeinen Überraschung gewählt, auch für seine eigene Partei. In der Presse wurde darüber berichtet, dass Wenger Wahlwerbung im amerikanischen Stil betrieben habe und Flugblätter sowie Broschüren in der Stadt Bern verteilen liess. Wenger wurde als enger Vertrauter des Industriellen Bührle bezeichnet. Beispielsweise im Jahr 1965 habe er mit Dieter Bührle persönlich abgemacht den Verkauf von sechs Pilatus-Porter PC-6/340 Flugzeugen an Indonesien diskret zu behandeln. Als die Flugzeugwerke trotz dieser Zusicherung eine Pressemitteilung veröffentlichten, intervenierte ein Vertreter des Eidgenössischen Politischen Departementes heftig bei Wenger.
Im Nationalrat war Otto Wenger Mitglied von rund 40 nichtständigen und ständigen Kommissionen (namentlich der Aussenpolitischen Kommission) und meldete sich vor allem in den Themen Aussenpolitik, Entwicklungshilfe, Verkehr und Wirtschaft zu Wort. Bei seiner Wahl in den Nationalrat musste er auf sein nur einige Wochen vorher angetretenes Amt als Honorarkonsul von Nepal verzichten, weil sonst eine Unvereinbarkeit der beiden Ämter bestanden hätte.

## Neuer Lebensabschnitt
Nach dem Rücktritt von den politischen Ämtern heiratete er, absolvierte während anderthalb Jahren ein Post-Graduate-Studium in San Francisco und eröffnete 1974 eine Psychiatriepraxis in Bern.
Seinen Lebensabend verbrachte Otto Wenger in Zimmerwald und Deutschland.

## Werke
- Otto Wenger: Geschichte der Epilepsie : Ein Rückblick auf 4 Jahrtausende. Diss. Med. Bern. In: Monatsschrift für Psychiatrie und Neurologie, Vol. 106, No 2/4 (1942), S. 163–216
- Otto M. Wenger: Gedanken über dies und das : Aufsätze und Notizen. Biel: Gassmann, [1967]. 111 S.
- Nidau. [Texte: Hedwig Schaffer, Otto Wenger]. Nidau : [Gemeindeamt], 1973. 59 S.